# Philodicus thoracinus
Philodicus thoracinus là một loài ruồi trong họ Asilidae. Philodicus thoracinus được Ricardo miêu tả năm 1921. Loài này phân bố ở miền Ấn Độ - Mã Lai.